# Cambayrac
Cambayrac ist eine französische Gemeinde mit 135 Einwohnern (Stand 1. Januar 2022) im Département Lot in der Region Okzitanien (vor 2016: Midi-Pyrénées). Die Gemeinde gehört zum Arrondissement Cahors und zum Kanton Luzech.
Der Name leitet sich vom früheren Namen Cambariacum (Villa des Cambarius) ab.
Die Einwohner werden Cambayraciens und Cambayraciennes genannt.

## Geographie
Cambayrac liegt circa 13 Kilometer westlich von Cahors in dessen Einzugsbereich (Aire urbaine) in der historischen Provinz Quercy.
Umgeben wird Cambayrac von den fünf Nachbargemeinden:
| Albas  | Saint-Vincent-Rive-d’Olt                    |                   |
| Sauzet | Kompassrose, die auf Nachbargemeinden zeigt | Trespoux-Rassiels |
|        | Villesèque                                  |                   |

Cambayrac liegt im Einzugsgebiet des Flusses Garonne.
Der Ruisseau de Bondoire, ein Nebenfluss des Lot, entspringt in Cambayrac und durchquert das Gebiet der Gemeinde zusammen mit seinem Nebenfluss, dem Ruisseau de Landorre.

## Einwohnerentwicklung
Nach Beginn der Aufzeichnungen stieg die Einwohnerzahl bis zur ersten Hälfte des 19. Jahrhunderts auf einen Höchststand von rund 375. In der Folgezeit sank die Größe der Gemeinde bei kurzen Erholungsphasen bis zu den 1960er Jahren auf rund 75 Einwohner, bevor sich eine Wachstumsphase einstellte, die bis heute andauert.
| Jahr      | 1962 | 1968 | 1975 | 1982 | 1990 | 1999 | 2006 | 2011 | 2022 |
| --------- | ---- | ---- | ---- | ---- | ---- | ---- | ---- | ---- | ---- |
| Einwohner | 94   | 74   | 77   | 99   | 109  | 119  | 129  | 144  | 135  |

## PfarrkircheLa Chaire-de-Saint-Pierre

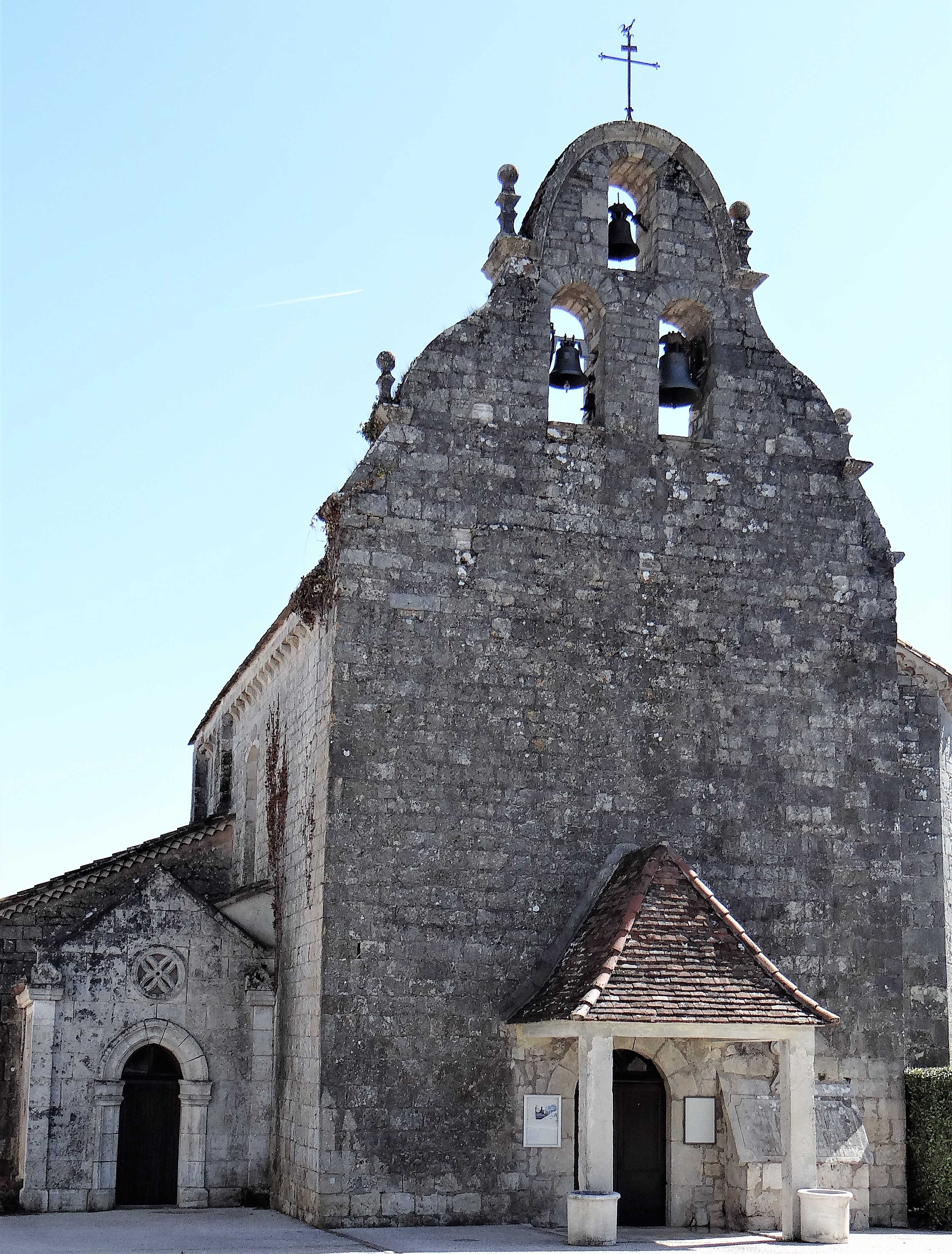
Pfarrkirche La Chaire-de-Saint-Pierre

Die Kirche ist der Cathedra Petri, dem Stuhl des heiligen Petrus geweiht. Der Großteil des Gebäudes datiert wahrscheinlich aus dem späten 12. oder dem frühen 13. Jahrhundert. Die Ausstattung des Kreuzrippengewölbes und der Errichtung des Glockengiebels erfolgte nicht vor der Mitte des 16. Jahrhunderts, wenn nicht sogar im darauffolgenden Jahrhundert. Dabei wurden die früheren romanischen Gewölbe ersetzt. Die Fassade datiert aus dem 17. oder 18. Jahrhundert. Antoine Testard de Folmont untersuchte im Jahre 1749 die Kirche um mögliche Reparaturen vorzunehmen, die sein Neffe dann ausführte. Die reiche Ausstattung des Kircheninneren mit Marmor ist auf ihn zurückzuführen. Die Grabkapelle nördlich des Gebäudes wurde im 19. Jahrhundert hinzugefügt.
Das Gebäude besteht aus einem einschiffigen Langhaus mit einer Länge von drei Jochen mit einer halbrunden Apsis und zwei Seitenkapellen, die ein Querschiff bilden. Ein polygonaler Treppenturm ist an der Südseite angebaut. An der Westseite erhebt sich der Glockengiebel mit drei rundbogenförmigen Aussparungen für die Glocken. Der obere Teil des Giebels wurde im 18. Jahrhundert nach dem Geschmack der damaligen Zeit verändert. Langhaus und Apsis sind mit einem Kreuzrippengewölbe versehen. Zwei rundbogenförmige Doppelbögen, von denen einer auf romanische Kapitelle ruht, und Halbsäulen rahmen das erste Joch des Langhauses ein. Die Kapitelle sind mit Blattwerk verziert. Die Abakusse tragen Kartuschen. Die Kreuzrippen zeigen verzierte Schlusssteine und ruhen auf abgerundeten Kämpfern. Die Kirche ist seit dem 5. Oktober 1925 als Monument historique eingetragen.
Viele Ausstattungsgegenstände der Kirche, die aus dem 18. und 19. Jahrhundert stammen, sind als Monument historique eingetragen:
- fünf Ölgemälde in der südlichen Seitenkapelle mit den Motiven
  - der Heilung eines Besessenen in der Synagoge von Kafarnaum,
  - der Auferweckung des Lazarus in Bethanien,
  - der Auferstehung Jesu Christi,
  - Christi Himmelfahrt und
  - Pfingsten
- fünf Ölgemälde in der nördlichen Seitenkapelle mit den Motiven
  - der Versuchung Jesu,
  - der Darstellung des Herrn,
  - der Anbetung der Könige,
  - des Besuchs Antonius des Großen bei Paulus von Tarsus und
  - der Geburt Christi
- Altaraufsatz der südlichen Seitenkapelle und seinem Gemälde mit dem Motiv der Gabe des Rosenkranzes
- Altarretabel der nördlichen Seitenkapelle und seinem Gemälde mit dem Motiv der Gabe der Versuchung des heiligen Antonius
- Kelch und Patene aus vergoldetem Silber
- Glocke
- Farbige Verzierung des Chors
- Kanzel aus Marmor
- Hauptaltar mit Altarretabel und Tabernakel
- Farbige Verzierung der Eingänge der Seitenkapellen.[9]

## Wirtschaft und Infrastruktur

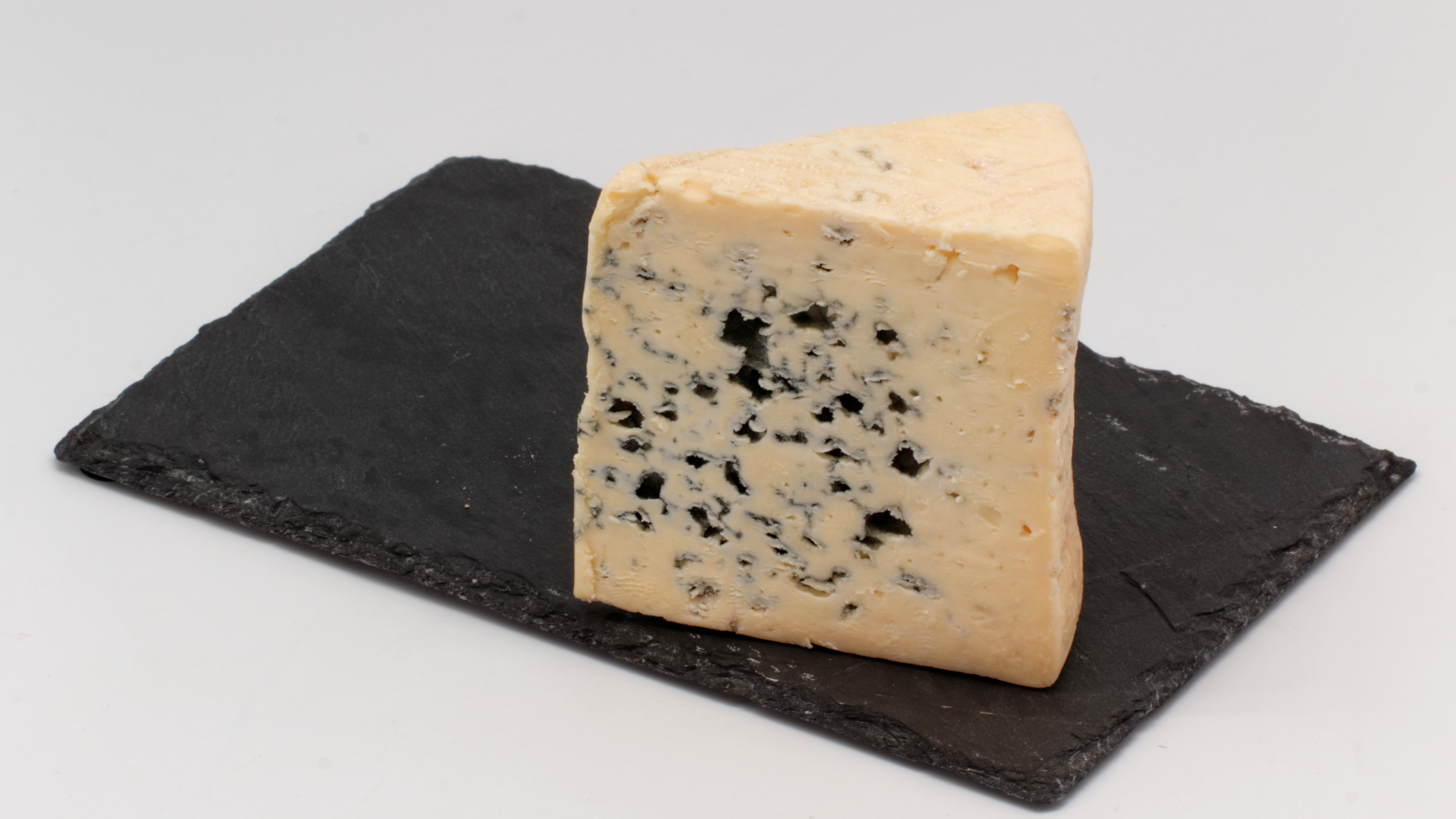
Blauschimmelkäse Bleu des Causses
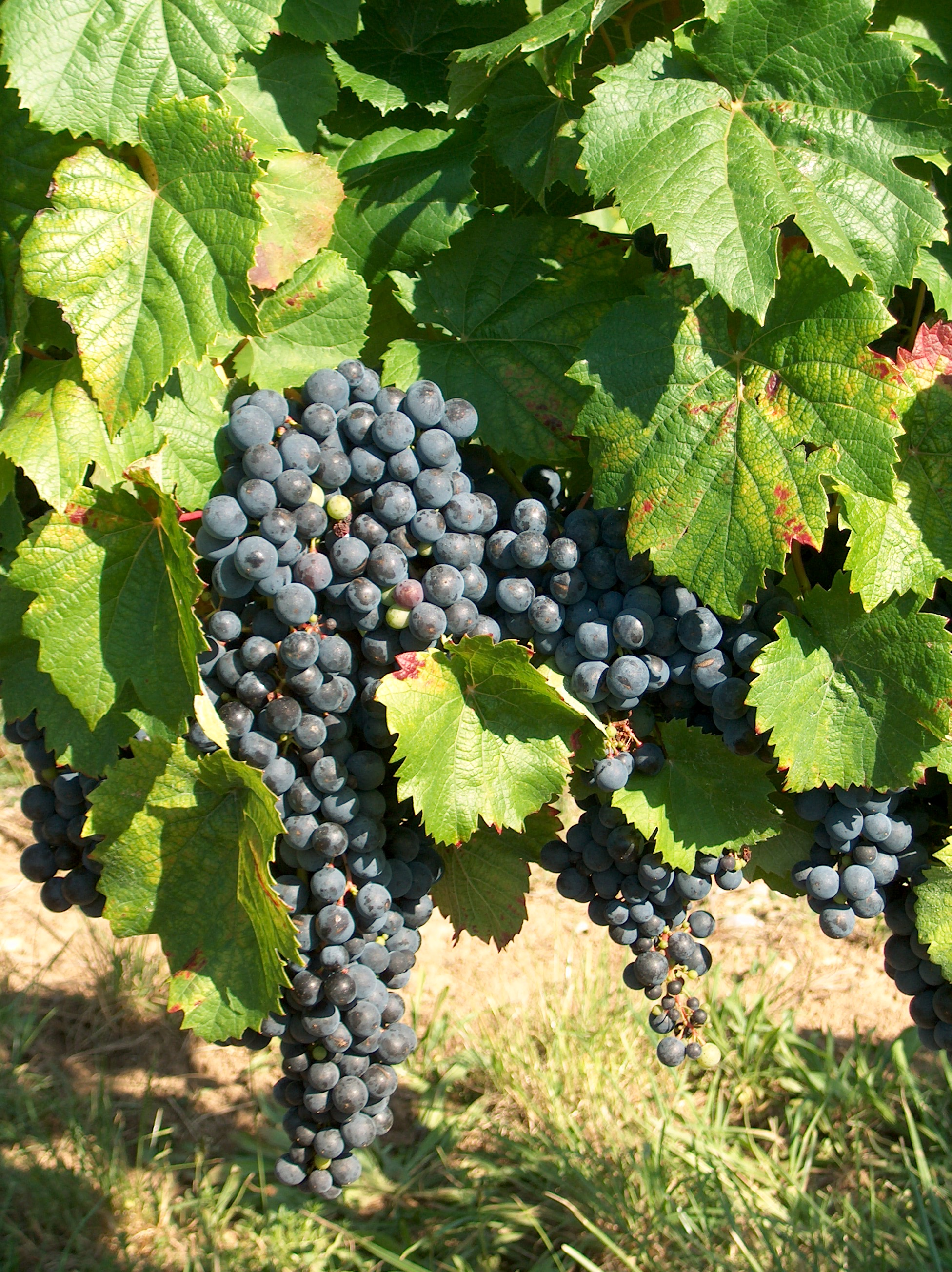
Weinrebe der AOC Cahors
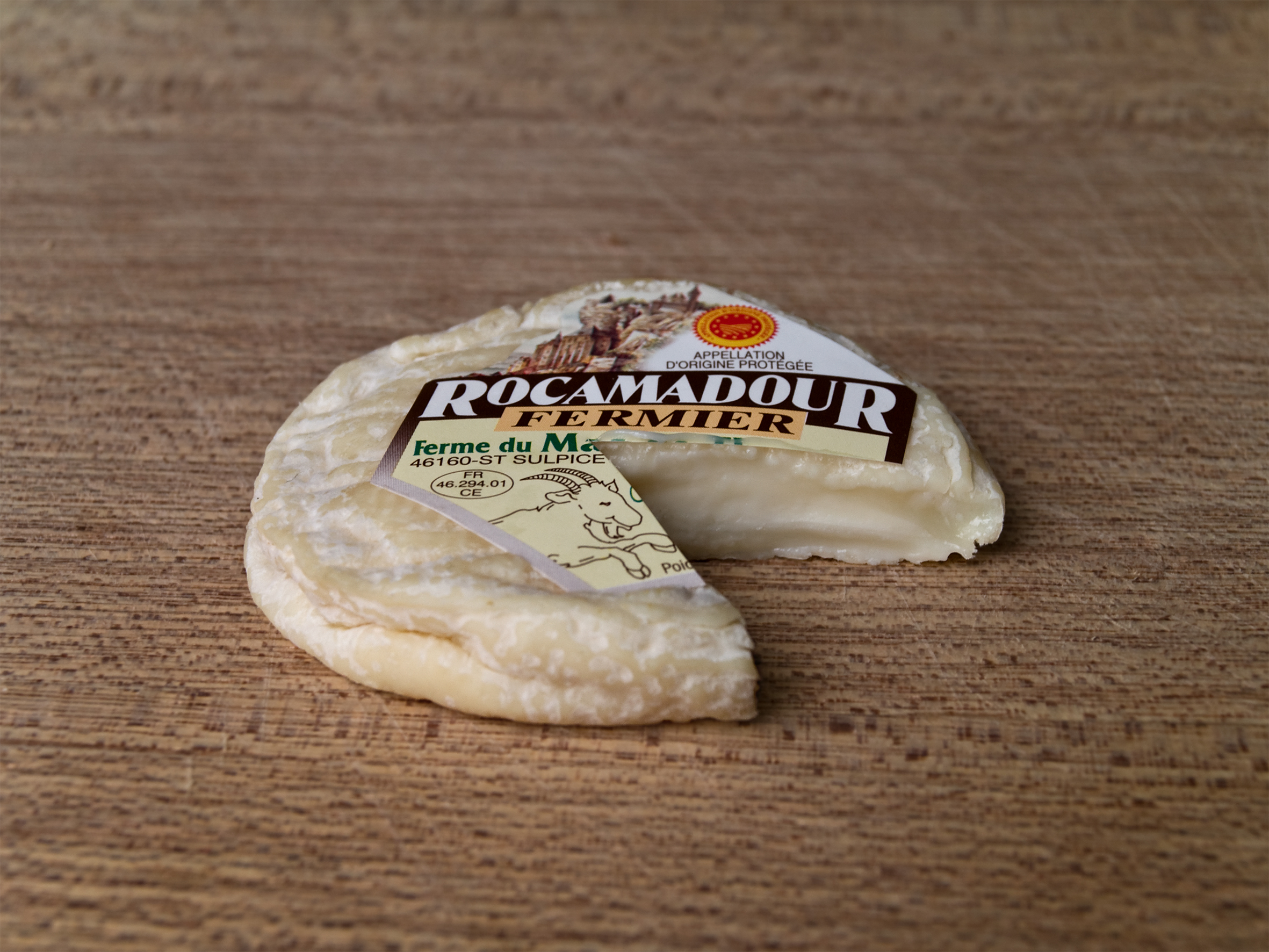
Rocamadour-Käse

Cambayrac liegt in den Zonen AOC
- des Blauschimmelkäses Bleu des Causses,
- des Cahors-Weins und
- des Rocamadour, eines Käses aus Ziegenmilch.[10]

### Verkehr
Cambayrac ist erreichbar über die Routes départementales 12, 23 und 67.

## Persönlichkeiten
Paul Thorez, geboren am 14. August 1940 in Moskau, gestorben am 26. Juni 1994 in Castanet-Tolosan, war französischer Journalist. Er ist auf dem Friedhof von Cambayrac bestattet worden.